# Jérémie Elkaïm
Jérémie Elkaïm (Parijs, 29 augustus 1978) is een Frans filmacteur, regisseur en scenarioschrijver, die onder meer bekend werd door de rol van Mathieu in Presque rien.
Op 17-jarige leeftijd is Elkaïm coauteur van Un léger différent, een kortfilm waarin hij zelf ook meespeelt en waarvoor hij een prijs krijgt op het festival van Clermont-Ferrand. Hij wordt ontdekt door François Ozon, die hem een rol aanbiedt in de kortfilm Scènes de lit. Presque rien van Sébastian Lifshitz is zijn eerste langspeelfilm en betekende tevens zijn grote doorbraak. Vervolgens speelde hij in films van Bertrand Bonello, Gilles Marchand, Catherine Corsini, Benoît Jacquot et Emmanuel Salinger. Op het kleine scherm was hij te zien als Paul Delorme in de Franse remake van The Office, Le Bureau.
In 2010 schrijf hij samen het scenario van de eerste langspeelfilm van Valérie Donzelli, La Reine des pommes en vertolkt er tevens enkele rollen in de film. La Reine des pommes is zowel bij het publiek als bij de pers een succes. Hij regisseert teven zijn eerste kortfilm Manu, genomineerd op het het kortfilmfestival van Clermont-Ferrand.
Op de 64ste editie van het Filmfestival van Cannes in 2011 prijkt hij in Polisse van Maïwenn, die bekroond werd met de prix du jury en La guerre est déclarée, de tweede langspeelfilm van Valérie Donzelli, de opener van het Semaine de la critique.
Samen met Valérie Donzelli heeft hij twee kinderen. Het koppel is ondertussen uit elkaar, maar ze werken nog geregeld samen zowel op het scherm als achter de schermen.

## Filmografie

### Cinema
- Marguerite et Julien (2015): Julien de Ravalet
- Belleville Tokyo (2011): Julien Tourelle
- La guerre est déclarée (2011): Roméo
- Polisse (2011): Gabriel
- La Reine des pommes (2010): Mathieu/Pierre/Paul/Jacques
- Madeleine et le facteur (2010) (kortfilm)
- La Grande Vie (2009): Damien Demorvaux
- Lisa et le pilote d'avion (2007)
- L'Intouchable (2006)
- Le Bureau (2006): Paul Delorme
- Le Funambule (2006) (kortfilm)
- Mariées mais pas trop (2003) : Thomas
- Qui a tué Bambi ? (2003): vriend van Sami
- Zone Reptile (2002) (TV): Jacky
- Sexy Boys (2001): Frank
- Le Pornographe (2001)
- Petite sœur (2001): jonge man (kortfilm)
- La Gueule du loup (2001) (kortfilm)
- Folle de Rachid en transit sur Mars (2001)
- Presque rien (2000): Mathieu
- Banqueroute (2000): de danser
- Les Éléphants de la planète Mars (2000) (kortfilm)
- Transit (1999): zanger (kortfilm)
- Scènes de lit (1998): Paul in Les puceaux
- Un léger différent (1998) (kortfilm)

### Televisie
- Simple (2011): Emmanuel
- Douce France (2009): Jérôme Perrin
- Voici venir l'orage (2008) (miniserie)
- Clara Sheller (2008): Mathieu (televisieserie)
- Le Bureau (2006): Paul Delorme (miniserie)
- La Nourrice (2004): Mathieu
- Zone Reptile (2002): Jacky
- À cause d'un garçon (2002): Benjamin